# Johann Melchior Wichartz
Johann Melchior Wichartz (* 1694 in Brilon; † 17. Februar 1776 ebenda) war Gewerke und Bürgermeister in Brilon.

## Leben
Wichartz (auch erwähnt als Melchior Wichartz oder Wigartz) war der Sohn des Briloner Bürgermeisters Albert Wichartz. Insgesamt vier Mal wurde er in den Jahren 1747, 1751, 1754 und 1757 in das Amt gewählt.
Wichartz war unter anderem Besitzer einer Köhlerei, im Jahre 1753 erwirtschaftete sein Köhler  Reuter 147 Fuder Holzkohle.
Er war verheiratet mit Christina Margaretha Schladoth (1698–1775). Die Ehe war kinderlos, somit erlosch dieser Zweig der Briloner Gewerkenfamilie. Einen Teil seines beträchtlichen Vermögen, 14.000 Taler (zur damaligen Zeit eine enorme Summe), vermachte Wichartz den Minoriten in Brilon, die gerade die Klosterkirche bauten. Einen anderen Teil bekamen Bedürftige. Sein Haus im Derker Quartal wurde als Hospital eingerichtet.